# Currie Cup
Currie Cup – doroczne południowoafrykańskie rozgrywki międzyregionalne w rugby union organizowane przez South African Rugby Union, jedne z najstarszych rozgrywek w tej dyscyplinie sportu. Czternaście drużyn podzielonych jest na dwie grupy, 8-zespołową „Premier Division” oraz 6-zespołową „First Division”, pomiędzy którymi istnieje możliwość awansu i spadku.

## Historia
Pierwsze rozgrywki rugby w Południowej Afryce powstały w roku 1884 jako zawody, w których rywalizowały ze sobą poszczególne miasta. W roku 1889 rozwinęły się w rywalizację całych regionów o trofeum znane wówczas jako Raadsbeker. Pierwszym zwycięzcą została drużyna Western Province.
Punktem zwrotnym w historii rugby w tej części świata okazała się być wizyta reprezentantów Wysp Brytyjskich, którzy w 1891 roku przypłynęli do Południowej Afryki. Sir Donald Currie – właściciel linii żeglugowych kursujących pomiędzy Wielką Brytanią i Południową Afryką, które przywiozły brytyjską drużynę – przekazał im złoty puchar, który mieli następnie wręczyć pierwszej drużynie, jaka zdoła ich pokonać. Złożony z Anglików i Szkotów zespół ostatecznie wygrał wszystkie 19 spotkań, jednak puchar Donalda Currie przekazał drużynie Griqualand West, która zdaniem przyjezdnych stawiła im największy opór.
Rok później Griqualand przekazali puchar krajowemu związkowi, South African Rugby Board do wykorzystania przy okazji rozgrywkach krajowych. Jako pierwsi Currie Cup wznieśli rugbyści Western Province. W turnieju w 1892 roku udział wzięło zaledwie pięć drużyn, które rozgrywały spotkania systemem kołowym na jednym stadionie. Do 1920 roku całe zmagania trwały od tygodnia do 10 dni. Turniej odbywał się też nieregularnie – pierwszeństwo miały spotkania międzynarodowe; rozgrywki zostały również zawieszone na czas wojny.
W 1922 roku zmagania powiększono do ośmiu drużyn. Zmieniono też format rozgrywek: mecze nadal rozgrywano systemem „każdy z każdym”, jednak rozłożono je na cały sezon (jedno spotkanie na swoim boisku, jedno na boisku przeciwnika). W 1939 roku w turnieju udział wzięło już 12 zespołów podzielonych na grupy północną i południową. Ich zwycięzcy spotkali się w pierwszym w historii finale Currie Cup, a tryumfatorem okazał się zespół Transwalu. Z uwagi na II wojnę światową kolejna edycja pucharu odbyła się dopiero w 1946 roku.
Kolejną reformę rozgrywek przeprowadzono w 1954 roku, kiedy to w zawodach udział wzięło 15 zespołów podzielonych na trzy grupy. Wtedy też po raz pierwszy rozegrano spotkania półfinałowe. Trzy lata później raz jeszcze zmieniono regulamin: Currie Cup przekształcono w dwuletnie zmagania ligowe – bez rozgrywania meczu finałowego. System taki przetrwał jedynie do roku 1964, kiedy to zespoły podzielono na pięć grup, których zwycięzcy mierzyli się w kolejnej „grupie mistrzowskiej”.
Turniej został zawieszony w 1967 roku, kiedy do RPA przyjechała reprezentacja Francji. Była to – jak do tej pory – ostatnia przerwa w rozgrywkach, a począwszy od 1968 roku każdy sezon kończył się spotkaniem finałowym. Właśnie w roku 1968 liczbę drużyn zwiększono do 16 i podzielono je na dwie grupy. W kolejnych latach kilkakrotnie zmieniano liczbę i wielkość poszczególnych grup. Ostatecznie w 2014 w pierwszej grupie wystartowało osiem drużyn, zaś w drugiej sześć.

### Zwycięzcy
W dotychczasowych rozgrywkach (uwzględniona została edycja z 2019 roku) po puchar sięgały następujące zespoły:
- Western Province (Western Province Rugby Football Union) – 34 razy, w tym czterokrotnie wspólnie z inną drużyną
- Blue Bulls (wcześniej jako Northern Transvaal Rugby Union) – 23 razy, w tym czterokrotnie wspólnie z inną drużyną
- Golden Lions (wcześniej jako Transvaal Rugby Union) – 11 razy, w tym raz wspólnie z inną drużyną
- Sharks (wcześniej jako Natal Rugby Union) – 8 razy
- Free State Cheetahs (wcześniej jako Free State Rugby Union) – 6 razy, w tym raz wspólnie z inną drużyną
- Griquas (wcześniej jako Griqualand West Rugby Union) – 3 razy
- Border Bulldogs (wcześniej jako Border Rugby Union) – 2 razy, w tym dwukrotnie wspólnie z inną drużyną

| Zdobywcy Currie Cup | Zdobywcy Currie Cup                   | Zdobywcy Currie Cup | Zdobywcy Currie Cup | Zdobywcy Currie Cup |
| Edycja              | Zwycięzca                             | Wynik               | Finalista           |                     |
| ------------------- | ------------------------------------- | ------------------- | ------------------- | ------------------- |
| 1892                | Western Province                      | —                   | —                   | [ 1 ]               |
| 1894                | Western Province                      | —                   | —                   | [ 1 ]               |
| 1895                | Western Province                      | —                   | —                   | [ 1 ]               |
| 1897                | Western Province                      | —                   | —                   | [ 1 ]               |
| 1898                | Western Province                      | —                   | —                   | [ 1 ]               |
| 1899                | Griqualand West                       | —                   | —                   | [ 1 ]               |
| 1904                | Western Province                      | —                   | —                   | [ 1 ]               |
| 1906                | Western Province                      | —                   | —                   | [ 1 ]               |
| 1908                | Western Province                      | —                   | —                   | [ 1 ]               |
| 1911                | Griqualand West                       | —                   | —                   | [ 1 ]               |
| 1914                | Western Province                      | —                   | —                   | [ 1 ]               |
| 1920                | Western Province                      | —                   | —                   | [ 1 ]               |
| 1922                | Transvaal                             | —                   | —                   | [ 1 ]               |
| 1926                | Western Province                      | —                   | —                   | [ 1 ]               |
| 1927                | Western Province                      | —                   | —                   | [ 1 ]               |
| 1929                | Western Province                      | —                   | —                   | [ 1 ]               |
| 1932                | Border i Western Province             | —                   | —                   | [ 1 ]               |
| 1934                | Border i Western Province             | —                   | —                   | [ 1 ]               |
| 1936                | Western Province                      | —                   | —                   | [ 1 ]               |
| 1939                | Transvaal                             | 17:16               | Western Province    | [ 1 ]               |
| 1946                | Northern Transvaal                    | 11:9                | Western Province    | [ 1 ]               |
| 1947                | Western Province                      | 16:12               | Transvaal           | [ 1 ]               |
| 1950                | Transvaal                             | 22:11               | Western Province    | [ 1 ]               |
| 1952                | Transvaal                             | 11:9                | Boland              | [ 1 ]               |
| 1954                | Western Province                      | 11:8                | Northern Transvaal  | [ 1 ]               |
| 1956                | Northern Transvaal                    | 9:8                 | Natal               | [ 1 ]               |
| 1957–59             | Western Province                      | —                   | —                   | [ 1 ]               |
| 1964                | Western Province                      | —                   | —                   | [ 1 ]               |
| 1966                | Western Province                      | —                   | —                   | [ 1 ]               |
| 1968                | Northern Transvaal                    | 16:3                | Transvaal           | [ 1 ]               |
| 1969                | Northern Transvaal                    | 28:13               | Western Province    | [ 1 ]               |
| 1970                | Griqualand West                       | 11:9                | Northern Transvaal  | [ 1 ]               |
| 1971                | Northern Transvaal i Transvaal        | 14:14               | —                   | [ 1 ]               |
| 1972                | Transvaal                             | 25:19               | Eastern Transvaal   | [ 1 ]               |
| 1973                | Northern Transvaal                    | 30:22               | Free State          | [ 1 ]               |
| 1974                | Northern Transvaal                    | 17:15               | Transvaal           | [ 1 ]               |
| 1975                | Northern Transvaal                    | 12:6                | Free State          | [ 1 ]               |
| 1976                | Free State                            | 33:16               | Western Province    | [ 1 ]               |
| 1977                | Northern Transvaal                    | 27:12               | Free State          | [ 1 ]               |
| 1978                | Northern Transvaal                    | 13:9                | Free State          | [ 1 ]               |
| 1979                | Northern Transvaal i Western Province | 15:15               | —                   | [ 1 ]               |
| 1980                | Northern Transvaal                    | 39:9                | Western Province    | [ 1 ]               |
| 1981                | Northern Transvaal                    | 23:6                | Free State          | [ 1 ]               |
| 1982                | Western Province                      | 24:7                | Northern Transvaal  | [ 1 ]               |
| 1983                | Western Province                      | 9:3                 | Northern Transvaal  | [ 1 ]               |
| 1984                | Western Province                      | 19:9                | Natal               | [ 1 ]               |
| 1985                | Western Province                      | 22:15               | Northern Transvaal  | [ 1 ]               |
| 1986                | Western Province                      | 22:9                | Transvaal           | [ 1 ]               |
| 1987                | Northern Transvaal                    | 24:18               | Transvaal           | [ 1 ]               |
| 1988                | Northern Transvaal                    | 19:18               | Western Province    | [ 1 ]               |
| 1989                | Northern Transvaal i Western Province | 16:16               | —                   | [ 1 ]               |
| 1990                | Natal                                 | 18:12               | Northern Transvaal  | [ 1 ]               |
| 1991                | Northern Transvaal                    | 27:15               | Transvaal           | [ 1 ]               |
| 1992                | Natal                                 | 14:13               | Transvaal           | [ 1 ]               |
| 1993                | Transvaal                             | 21:15               | Natal               | [ 1 ]               |
| 1994                | Transvaal                             | 56:33               | Free State          | [ 1 ]               |
| 1995                | Natal                                 | 25:17               | Western Province    | [ 1 ]               |
| 1996                | Sharks                                | 33:15               | Lions               | [ 1 ]               |
| 1997                | Western Province                      | 14:12               | Free State Cheetahs | [ 1 ]               |
| 1998                | Blue Bulls                            | 24:20               | Western Province    | [ 1 ]               |
| 1999                | Golden Lions                          | 32:9                | Sharks              | [ 1 ]               |
| 2000                | Western Province                      | 25:15               | Sharks              | [ 1 ]               |
| 2001                | Western Province                      | 29:24               | Sharks              | [ 1 ]               |
| 2002                | Blue Bulls                            | 31:7                | Golden Lions        | [ 1 ]               |
| 2003                | Blue Bulls                            | 40:19               | Sharks              | [ 1 ]               |
| 2004                | Blue Bulls                            | 42:33               | Free State Cheetahs | [ 1 ]               |
| 2005                | Free State Cheetahs                   | 29:25               | Blue Bulls          | [ 1 ]               |
| 2006                | Blue Bulls i Free State Cheetahs      | 28:28               | —                   | [ 1 ]               |
| 2007                | Free State Cheetahs                   | 20:18               | Golden Lions        | [ 1 ]               |
| 2008                | Sharks                                | 14:9                | Blue Bulls          | [ 1 ]               |
| 2009                | Blue Bulls                            | 36:24               | Free State Cheetahs | [ 1 ]               |
| 2010                | Sharks                                | 30:10               | Western Province    | [ 1 ]               |
| 2011                | Golden Lions                          | 42:16               | Sharks              | [ 1 ]               |
| 2012                | Western Province                      | 25:18               | Sharks              | [ 1 ]               |
| 2013                | Sharks                                | 33:19               | Western Province    | [ 8 ]               |
| 2014                | Western Province                      | 19:16               | Golden Lions        | [ 9 ]               |
| 2015                | Golden Lions                          | 32:24               | Western Province    | [ 10 ]              |
| 2016                | Free State Cheetahs                   | 36:16               | Blue Bulls          | [ 11 ]              |
| 2017                | Western Province                      | 33:21               | Sharks              | [ 12 ]              |
| 2018                | Sharks                                | 17:12               | Western Province    | [ 13 ]              |
| 2019                | Free State Cheetahs                   | 31:28               | Golden Lions        | [ 14 ]              |
| 1. 2. 3. 4. 5.      |                                       |                     |                     |                     |

## Format rozgrywek
Zgodnie z ustalonymi w 2014 roku zasadami 14 zespołów podzielonych zostało na dwie grupy, „Premier Division” oraz „First Division”. W „Premier Division” występuje sześć drużyn, które wystawiają swoją drużynę w również w międzynarodowych rozgrywkach Super Rugby, jak też dwie najlepsze spośród pozostałych drużyn. Owe osiem zespołów podzielono na podgrupy X i Y według miejsc zajętych w poprzednim sezonie. Każda z drużyn ma do rozegrania sześć spotkań (mecz i rewanż, trzy u siebie i trzy na wyjeździe), po czym przystępują do kolejnych czterech spotkań – po jednym z każdą z drużyn z drugiej podgrupy (dwa u siebie i dwa na wyjeździe). Następnie cztery najlepsze drużyny (w łącznej tabeli) rozgrywają ze sobą jednomeczowe półfinały (1. z 4. i 2. z 3.) i finał, które odbywają się na boisku wyżej sklasyfikowanej drużyny.
W 2014 skład „Premier Division” uzupełnił zwycięzca „First Division” z poprzedniego roku, natomiast pozostałych siedem drużyn mierzyło się w sześciomeczowej rundzie kwalifikacyjnej rozgrywanej według systemu kołowego. Najlepsza drużyna rundy kwalifikacyjnej dołączyła do „Premier Division”, zaś wyniki pomiędzy pozostałymi zostały zaliczone na poczet pierwszej rundy „First Division”. Po rozegraniu dalszych pięciu spotkań w rundzie rewanżowych cztery najlepsze drużyny biorą udział w rundzie pucharowej według zasad identycznych z tymi, jakie rządzą „Premier Division”.
Wprowadzono też rozwiązanie przejściowe, zgodnie z którym niezależnie od wyniku w 2014 roku, kluby prowadzące drużyny w Super Rugby nie mogą spaść z „Premier Division”. Jeśli bowiem kluby bez franczyzy Super Rugby zajmą w „Premier Division” ostatnie miejsca (7. i 8.), oba wezmą udział w rundzie kwalifikacyjnej przed kolejnym sezonem, której dwa najlepsze zespoły uzyskają awans. Jeśli jednak klub taki zajmie miejsce wyższe niż 7., automatycznie zakwalifikuje się on do kolejnego sezonu, natomiast w rundzie kwalifikacyjnej weźmie udział siedem drużyn ubiegających się o ostatnie miejsce w „Premier Division”. Jeśli zaś oba zespoły nierozstawione zakończą sezon na miejscach wyższych niż 7., runda kwalifikacyjna nie odbędzie się w ogóle.

## Zespoły

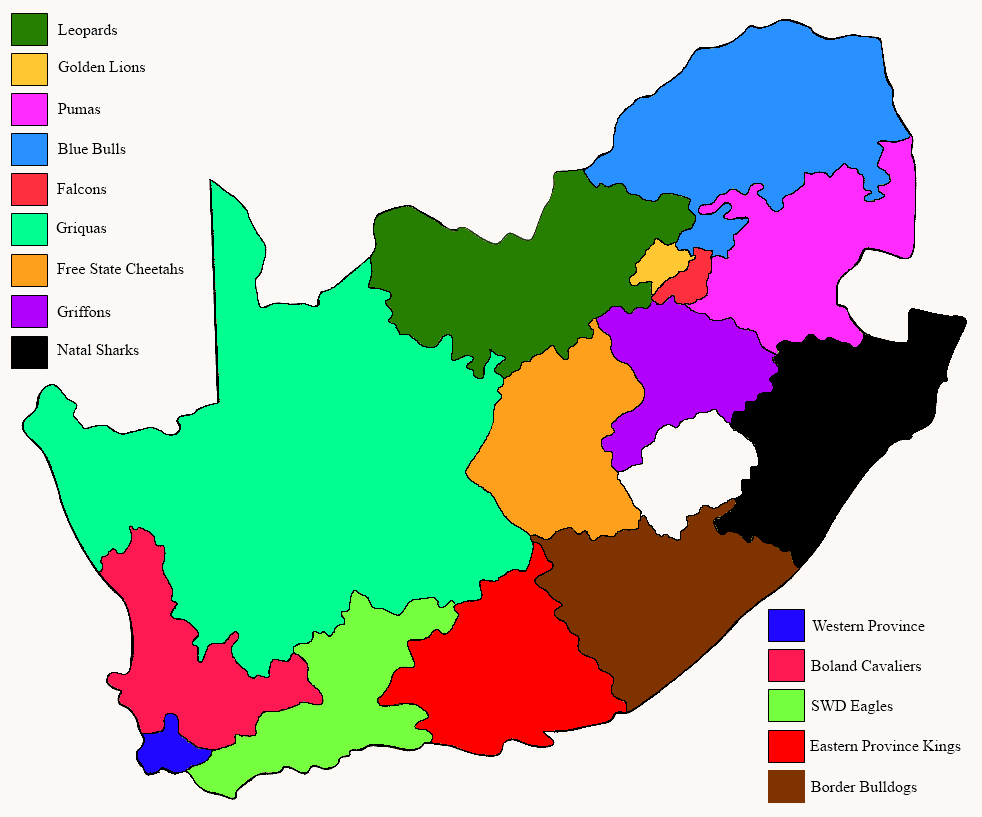
Mapa RPA z podziałem na terytoria przypadające poszczególnym zespołom

| Zespół                     | Prowincja                       | Część                                 | Siedziba       |
| -------------------------- | ------------------------------- | ------------------------------------- | -------------- |
| Griquas                    | Prowincja Przylądkowa Północna  | —                                     | Kimberley      |
| Leopards                   | Prowincja Północno-Zachodnia    | —                                     | Potchefstroom  |
| Sharks                     | KwaZulu-Natal                   | —                                     | Durban         |
| Pumas                      | Mpumalanga                      | —                                     | Witbank        |
| Border Bulldogs            | Prowincja Przylądkowa Wschodnia | część wschodnia                       | East London    |
| Eastern Province Elephants | Prowincja Przylądkowa Wschodnia | część zachodnia                       | Port Elizabeth |
| Free State Cheetahs        | Wolne Państwo                   | część środkowo-zachodnia              | Bloemfontein   |
| Griffons                   | Wolne Państwo                   | część wschodnia                       | Welkom         |
| Boland Cavaliers           | Prowincja Przylądkowa Zachodnia | część północna                        | Wellington     |
| SWD Eagles                 | Prowincja Przylądkowa Zachodnia | część wschodnia                       | George         |
| Western Province           | Prowincja Przylądkowa Zachodnia | obszar metropolitalny Kapsztadu       | Kapsztad       |
| Falcons                    | Gauteng                         | część południowo-wschodnia            | Kempton Park   |
| Golden Lions               | Gauteng                         | część zachodnia i miasto Johannesburg | Johannesburg   |
| Blue Bulls                 | Gauteng                         | część wschodnia                       | Pretoria       |
| Blue Bulls                 | Limpopo                         | —                                     | Pretoria       |

## Trofeum
Puchar, który Donald Currie przekazał drużynie Griqualand West został wykonany w Londynie w 1875 roku przez R & S Garrard, ekskluzywny zakład jubilerski dostarczający biżuterię brytyjskiej monarchii. W tym samym zakładzie powstał jeden z dwóch egzemplarzy pucharu Webba Ellisa, o który walczą drużyny podczas pucharu świata w rugby. Samo trofeum jest pozłacanym dzbanem w kształcie odwróconego antycznego greckiego hełmu.
W 2008 roku uszkodzono uchwyt, który został ponownie przymocowany do pucharu pod niewłaściwym kątem. Dopiero w roku 2013 puchar odrestaurowano, a uchwyt przywrócono do pierwotnego położenia.